# Gary Jones (színművész)
Gary Jones (Swansea, wales 1958. január 4.) walesi származású kanadai színész. 
Legismertebb szerepe Walter Harriman őrmester a Csillagkapu franchise-ban.

## Élete és pályafutása
Gary Jones 1958. január 4-én született a walesi Swanseaben. 1986-ban költözött Vancouverbe (Brit Columbia, Kanada). Mielőtt a színészi pályára lépett, a burlingtoni Gazette Newspaper művészeti munkatársa volt. A színészkedés mellett Jones díjnyertes színdarab író és Leo-díj jelölt komédia író.
Az 1994-ben induló Csillagkapuban 107 epizódban szerepelt, ezzel Dan Shea-vel (Siler őrmester) ők az egyetlenek, akik a sorozat mind a tíz évadjában szerepeltek, illetve Amanda Tappinggel ők az egyetlenek, akik a Csillagkapu sorozat mind a tíz, és a Csillagkapu: Atlantisz mind az öt évadjában szerepeltek.
Vendégszereplője volt még olyan televíziós sorozatoknak, mint a Végtelen határok, a Sliders, a Halott ügyek, az Androméda és a Haláli hullák.